# Salvatore Lo Piccolo
Salvatore Lo Piccolo (* 20. Juli 1942 in Palermo), Spitzname Il barone, ist ein derzeit inhaftierter Anführer der sizilianischen Cosa Nostra. Nach fast 25-jähriger Flucht wurde er im November 2007 festgenommen.

## Leben
Salvatore Lo Piccolo wuchs in der sizilianischen Kleinstadt San Lorenzo bei Noto auf. Neben diesem Gebiet kontrollierte er später auch den Nordwesten Siziliens. Zunächst war Lo Piccolo als Bauunternehmer in San Lorenzo tätig. Außerdem war er Leibwächter und Fahrer des Mafia-Bosses Rosario Riccobono, bis dieser in den 1980er Jahren im Zweiten Großen Mafiakrieg getötet wurde. Salvatore Lo Piccolo nahm Partei für den, aus diesem Kampf als Sieger hervorgegangenen, Clan der Corleonesi und die Cosa Nostra. Zunächst stand er in Diensten von Salvatore „Totò“ Riina, nach dessen Verhaftung von Bernardo Provenzano. Er stieg zu Provenzanos Stellvertreter auf; nach dessen Verhaftung im April 2006 wurde er, nach Einschätzung der Polizei, der oberste Anführer der Cosa Nostra. Lo Piccolo nahm seinem Rivalen Matteo Messina Denaro die Kontrolle über die Region von Trapani. Ihm werden außerdem gute Kontakte zur Mafia in den USA nachgesagt.
Bereits 1998 wurde er in Abwesenheit wegen Mordes und Mafiamitgliedschaft rechtskräftig zu lebenslanger Haft verurteilt.
Nachdem er seit 1983 auf der Flucht gewesen war und zu den dreißig meistgesuchten Mafiosi Italiens gehört hatte, konnte er am 5. November 2007 von Polizeikräften, zusammen mit seinem Sohn Sandro, der als sein Stellvertreter gilt, und zwei weiteren führenden Clan-Mitgliedern (Andrea Adamo und Gaspare Pulizzi) in Giardinello bei Palermo verhaftet werden. Gegen ihn lagen acht Haftbefehle vor.
Im Februar 2006 hat die Italienische Polizei – auf Anweisung von Staatsanwalt Roberto Scarpinato – Häuser, Grundstücke und Konten von Salvatore Lo Piccolo und Bernardo Provenzano im Wert von 150 Mio. € beschlagnahmt.